# Lettowia nyassae
 Lettowia nyassae   (Oliv.) H.Rob., 2013 è una pianta angiosperma dicotiledone della famiglia delle Asteraceae. Lettowia nyassae  è anche l'unica specie del genere Lettowia  H.Rob. & Skvarla, 2013.

## Etimologia
Il nome generico (Lettowia) è stato dato in ricordo del colonnello Paul von Lettow-Vorbeck (1870–1964) combattente nell'Africa orientale tedesca nella prima guerra mondiale.
Il nome scientifico della specie è stato definito per la prima volta dai botanici Daniel Oliver (1830-1916) e Harold Ernest Robinson (1932-2020) nella pubblicazione " PhytoKeys" ( PhytoKeys 25: 50 ) del 2013 . Il nome scientifico del genere è stato definito per la prima volta dai botanici Harold Ernest Robinson (1932-2020) e John Jerome Skvarla (1935-2014) nella pubblicazione " PhytoKeys" ( PhytoKeys 25: 48) del 2013 .

## Descrizione
Le specie di questa voce è una erbacea con cicli biologici perenni con portamento da eretto a decombente (altezza massima da 6 a 30 cm). Sono presenti dei rizomi striscianti e radici legnose. Spesso sulla superficie di queste piante sono presenti peli irsuti oppure lunghi peli bianchi.
Le foglie sono disposte in modo alterno in formazioni rosulate (disposizione a rosette basali sciolte) con piccioli stretti. La lamina in genere è intera con forme da oblanceolate a obovate con apici ottusi e cuneata verso il picciolo; la consistenza può essere membranacea. Le venature normalmente sono pennate. I margini sono continui, più chiari (nella parte abassiale). La superficie può essere pubescente (quasi tomentosa in quella abassiale); sulla parte adassiale sono presenti alcuni punti ghiandolari (di più di sotto). Dimensione della lamina: larghezza 1,5 cm; lunghezza 9 cm.
L'infiorescenza è formata da capolini irsuti solitari terminali sottesi da alcune piccole brattee. La struttura dei capolini è quella tipica delle Asteraceae: un peduncolo sorregge un involucro a forma campanulata composto da 15 - 20 squame (o brattee) disposte su circa 2 - 3 serie embricate e scalate che fanno da protezione al ricettacolo sul quale s'inseriscono i fiori di tipo tubuloso. Le brattee dell'involucro, persistenti e con forme ovato-lanceolate e apici acuti (non spinosi), a volte sono divise in esterne e interne. Il ricettacolo normalmente è sprovvisto di pagliette (ricettacolo nudo). Lunghezza dello scapo: 5-11 cm. Dimensione dell'involucro: larghezza 1,6-1,8 cm; lunghezza 2 cm. Lunghezza delle brattee: 1,5 cm.
I fiori, circa 40 per capolino, sono tetra-ciclici (ossia sono presenti 4 verticilli: calice – corolla – androceo – gineceo) e pentameri (ogni verticillo ha in genere 5 elementi). I fiori sono inoltre ermafroditi e actinomorfi.
- Formula fiorale:

*/x K {\displaystyle \infty }, [C (5), A (5)], G 2 (infero), achenio
- Calice: i sepali del calice sono ridotti ad una coroncina di squame.
- Corolla: la corolla, formata da un tubo imbutiforme terminanti in 5 lobi, può essere pubescente oppure cosparsa di ghiandole; in altri casi i lobi possono essere sericei o spinosi. Il colore è lavanda, ma anche viola, blu o porpora. Lunghezza della corolla: 12 mm (quella del tubo è di 7 mm).
- Androceo: gli stami sono 5 con filamenti liberi e distinti, mentre le antere sono saldate in un manicotto (o tubo) circondante lo stilo.[11] Le antere hanno delle basi affusolate (le code sono corte e clavate); in genere sono prive di ghiandole. Il polline è del tipo triporato (con le fessure di germinazione costituite da tre pori) ma anche tricolporato (con tre aperture sia di tipo a fessura che tipo isodiametrica o poro)[12]; con polline triporato la parte più esterna dell'esina è sollevata a forma di creste e depressioni ("lophato"). Lunghezza delle antere: 3 mm.
- Gineceo: lo stilo è filiforme con alla base uno stretto nodo anulare. Gli stigmi dello stilo sono due lunghi e divergenti; sono sottili, pelosi e con apice acuto. L'ovario è infero uniloculare formato da 2 carpelli. Gli stigmi hanno la superficie stigmatica interna (vicino alla base).[13]

I frutti sono degli acheni con pappo. Gli acheni hanno 5 - 7 coste con superficie sericea e punti ghiandolari. All'interno si può trovare in evidenza del tessuto di tipo idioblasto e rafidi di tipo lineare; non è presente il tessuto fitomelanina. Il carpodium (carpoforo) è strettamente anulare con piccole cellule quadrate. Il pappo è formato da circa 40 setole persistenti e barbate su due serie: quella esterna ha le squame lunghe circa 1,2-1,8 mm; quella interna ha le squame lunghe 8-10,5 mm.

## Biologia
- Impollinazione: l'impollinazione avviene tramite insetti (impollinazione entomogama tramite farfalle diurne e notturne).
- Riproduzione: la fecondazione avviene fondamentalmente tramite l'impollinazione dei fiori (vedi sopra).
- Dispersione: i semi (gli acheni) cadendo a terra sono successivamente dispersi soprattutto da insetti tipo formiche (disseminazione mirmecoria). In questo tipo di piante avviene anche un altro tipo di dispersione: zoocoria. Infatti gli uncini delle brattee dell'involucro si agganciano ai peli degli animali di passaggio disperdendo così anche su lunghe distanze i semi della pianta.

## Distribuzione e habitat
La specie di questa voce si trova solamente in Tanzania in preferenza su prati bruciati da 1 850 a 2 750 metri di quota.

## Tassonomia
La famiglia di appartenenza di questa voce (Asteraceae o Compositae, nomen conservandum) probabilmente originaria del Sud America, è la più numerosa del mondo vegetale, comprende oltre 23 000 specie distribuite su 1 535 generi, oppure 22 750 specie e 1 530 generi secondo altre fonti (una delle checklist più aggiornata elenca fino a 1 679 generi). La famiglia attualmente (2021) è divisa in 16 sottofamiglie.

### Filogenesi
Le specie di questo gruppo appartengono alla sottotribù Erlangeinae descritta all'interno della tribù Vernonieae Cass. della sottofamiglia Vernonioideae Lindl.. Questa classificazione è stata ottenuta ultimamente con le analisi del DNA delle varie specie del gruppo. Da un punto di vista filogenetico in base alle ultime analisi sul DNA la tribù Vernonieae è risultata divisa in due grandi cladi: Muovo Mondo e Vecchio Mondo. I generi di Erlangeinae appartengono al subclade relativo all'Africa tropicale e meridionale (l'altro subclade africano comprende anche specie delle Hawaii) frammisti ai generi di altre sottotribù; si tratta quindi di un clade non ancora ben risolto filogeneticamente.
La sottotribù, e quindi i suoi generi, si distingue per i seguenti caratteri:
- le specie della sottotribù sono principalmente di origine Africana;
- nella pubescenza sono presenti peli da asimmetrici a simmetrici a forma di "T";
- alcune specie hanno delle foglie pennate divise in segmenti;
- le infiorescenze in genere non sono sottese alla base da brattee fogliacee;
- il polline varia da triporato a tricolporato;
- gli acheni possono avere da 4 a 12 coste;
- il pappo è cupoliforme.

In precedenza la tribù Vernonieae, e quindi la sottotribù di questo genere (Erlangeinae), era descritta all'interno della sottofamiglia Cichorioideae. La specie di questa voce in precedenza era anche descritta come appartenente al genere Vernonia con il nome di Vernonia nyassae Oliv., ora un sinonimo (sempre nel gruppo delle Vernonieae).